# Пархачево (Ивановская область)
Пархачево — село в Родниковском районе Ивановской области России, входит в состав Парского сельского поселения.

## География
Расположено в 4 км на север от центра поселения села Парское и в 6 км на юг от районного центра города Родники.

## История
Каменная Успенская церковь с колокольней построена была в 1818 году на средства прихожан, существующие приделы были построены раньше, но когда именно — неизвестно. В Успенском храме было 3 престола: а) в честь Смоленской иконы Божией Матери, б) Успения Божией Матери и в) святит. Николая Чудотворца. На кладбище располагался еще один каменный храм с колокольней, однопрестольный — во имя Живоначальной Троицы, построенный в 1830 году.
В XIX — первой четверти XX века село входило в состав Парской волости Юрьевецкого уезда Костромской губернии, с 1918 года — Иваново-Вознесенской губернии.
С 1924 года село являлось центром Пархачевского сельсовета Родниковского района Ивановской области, с 1954 года — в составе Парского сельсовета, с 2005 года — в составе Парского сельского поселения.

## Население
| 1872 | 1897 | 1907 | 2002 | 2010 |
| ---- | ---- | ---- | ---- | ---- |
| 186  | ↘154 | ↗192 | ↘26  | ↘18  |

## Достопримечательности
В селе расположена недействующая Церковь Успения Пресвятой Богородицы (1818).